# Schistonema
Schistonema là chi thực vật có hoa trong họ Apocynaceae.